# Brenac
Brenac – miejscowość i dawna gmina we Francji, w regionie Oksytania, w departamencie Aude. W dniu 1 stycznia 2016 roku z połączenia dwóch ówczesnych gmin – Quillan oraz Brenac – powstała nowa gmina Quillan. W 2013 roku populacja Brenac wynosiła 218 mieszkańców. 

## Zabytki
Zabytki w miejscowości posiadające status Monument historique:
- kościół Saint-Julien-et-Sainte-Basilisse